# 弗雷德里克·布朗希
弗雷德里克·布朗希（法語：Frédéric Blanchy，1868年7月1日—1944年10月1日），法国男子帆船运动员。他曾代表混合队参加1900年夏季奥林匹克运动会帆船比赛，获得二枚金牌。